# 人尸油肥皂
20世纪，据信曾有多起将人体脂肪組織用于肥皂加工的案例。第一次世界大战期间，英国媒体声称德国开设了尸体工厂，德國人用本国士兵的尸体来制造甘油和肥皂。第二次世界大战期间以及第二次世界大战之后，有人聲稱德占波兰納粹集中營的受害者尸体被用于大量生產肥皂。纽伦堡审判期间，相关证物曾被呈上法庭，當時有人證明確有人體脂肪生產的肥皂，後被認爲只是解剖者個人行爲。以色列猶太大屠殺紀念館表示，纳粹統治區的肥皂工廠中並沒有以犹太人尸体的脂肪為原料，該館還表示纳粹可能故意向外界表示自己會從受害者尸体中提取脂肪生产肥皂，意在恐吓集中营犯人。   

## 历史

### 古代
東漢末年軍閥董卓使用動物脂肪引火燒死戰俘，其被刺殺後因自身肥胖，屍油被用作燃料，後發展成酷刑和侮辱死者的方式，俗稱点天灯。早期地下解剖師據傳也有用死屍製作肥皂的事件，但未得到證實。

### 1786
1780年，位於巴黎的圣纯洁者公墓關門。1786年，原葬于公墓中的尸体被掘出，骨头被转移至巴黎地下墓穴。此時還有很多尸体并未完全腐烂，因此剩下了一些脂肪。掘尸期间，这些脂肪被收集了起来，之后被制成蜡烛和肥皂。

### 第一次世界大战
一战期间，有人称德国人将人身上的脂肪用于制造肥皂等产品。该指控可能起源于英国和比利时媒体散播的谣言。最早关于此事的記載出现于1915年，英国作家、社交名流辛西娅·阿斯奎斯在6月16日的日记中写道：“我们聊到了那个德国人将自己人的尸体制成甘油及其副产品肥皂的流言。”1917年4月，伦敦泰晤士报报道称德国人已经承认他们会用本国士兵的尸体脂肪来制造肥皂及其他产品，这马上就成了国际大新闻。
战后据说英国军官约翰·查特里斯在1925年的一次演说中声称人油肥皂的故事是他编出来的。之后他又坚称有人错误轉述了自己的說法。该争议事件迫使英国外交大臣奥斯汀·张伯伦正式宣布英政府承认“尸体工厂”之说子虚乌有。纳粹在后来利用了英国人编造出的人油肥皂這一傳說。

### 第二次世界大战
战争期间，有關纳粹用集中营囚犯的脂肪制造肥皂的流言曾广为流传。德国在二战期间遭遇了油脂短缺问题，肥皂制造业因而被政府接管。“人油肥皂”流言可能源自肥皂上的德文尖角體缩写“RIF”被人误读为“RJF”，从而又引申出RJF是“纯犹太人脂肪”（Rein-jüdisches-Fett）的缩写一说；在德文尖角體中，字母I和J的差别只在于长度。但事实上，RIF代表“帝国工业油脂供应办公室”（Reichsstelle für industrielle Fettversorgung，负责战时肥皂及洗涤用品的制造与分配的政府机构）。RIF肥皂只是普通肥皂的劣质替代品，里面不含任何脂肪，无论是人脂肪还是别的脂肪。
关于RIF肥皂来源以及其上标注的字母之含义的传言也在集中营里散播开来。Naphtali Karchmer在著作《独面激流：在东普鲁士的五年战俘经历》（Solitary in the Overwhelming Turbulence: Five Years as a Prisoner-of-War in East Prussia）中记述了自己作为犹太裔波兰战俘的生活。他如此描述那种他和其他战俘领到的肥皂的外观：灰色，长方形，质量低劣，中央的下陷处刻有“RIF”三个字母。战俘们发现这种肥皂起的泡沫很少，外表光滑，这才有了它们是由“纯犹太人脂肪”（RJF）所制成的传闻。《苏联犹太人黑皮书》中也收录了这个故事的另一版本。本书中的犹太人油肥皂故事源于一篇题为“灭绝利沃夫犹太人”的报告，作者是I. Herts和Naftali Nakht。
在贝乌热茨灭绝营的另一营区，有一座巨大的肥皂工厂。德国人挑选出最为肥胖的犹太人，在杀害他们后把他们熬成肥皂。那群盖世太保恶棍从未否认用猶太人尸體製作肥皂。当他们想恐吓某个犹太人时，他们就会跟他说，“我们要把你做成肥皂”。
生于奥地利的犹太裔美国政治科学家、史学家劳尔·希尔伯格称这样的故事最早从1942年10月就开始在卢布林流传了。德国人知道这种故事正在流传，因为党卫队领袖海因里希·希姆莱收到过一封信，信中说波兰人相信犹太人正在“被熬成肥皂”，暗示着波兰人害怕自己也會有如此遭遇。由于流言传播得非常广泛，有些波兰人开始抵制购买肥皂。
历史学家约阿希姆·尼安德（Joachim Neander）在他在华盛顿特区德国研究协会第 28 届会议上发表的一篇德语论文中引用了以下评论，该评论包含在希姆莱写给盖世太保负责人海因里希·穆勒 ( Heinrich Müller)的一封信中；这封信的日期是 1942 年 11 月 20 日。希姆莱给穆勒写了这封信，以回应斯蒂芬·怀斯在《纽约时报》上发表的一篇提到肥皂谣言的揭露：
史学家约阿希姆·尼安德（Joachim Neander）在华盛顿特区召开的第28届德国研究协会大会上呈上了一份德语文件，文件引述了日期为1942年11月20日的一封信，写信者是希姆莱，收信者是盖世太保负责人海因里希·缪勒。美国犹太教改革派拉比、犹太复国主义领袖斯斯蒂芬·塞缪尔·怀斯在《纽约时报》上刊登了一篇文章，其中提到了人油肥皂传言：
你已向我保证过，所有死亡犹太人的尸体都将被火化或掩埋，不得对这些尸体做任何其他事情。
穆勒奉命调查某处是否发生过“虐待”，他还奉命“以党卫军宣誓”向希姆莱报告调查结果。尼安德接着说，这封信代表了间接证据，表明纳粹政策是放弃“充分利用”尸体，因为众所周知，他们希望尽可能保密他们的大屠杀。 但該事件本身和已證明的人類皮膚製品，都增加了人油肥皂的可信度。
穆勒奉命调查是否存在“滥用”情况，还奉命将调查结果报告给希姆莱，“以党卫队的誓言作为担保”。约阿希姆·尼安德称，能从这封信件间接推测出纳粹的政策是避免加工尸体，因为他们不想让自己的大规模屠杀行径为人所知。
战后，犹太人油肥皂传言在许多书籍和报纸文章中被当作真相，广为流传，但这个流言也被驳斥了几十年。黛博拉·利普斯塔特等史学家曾反复宣称：“事实是，纳粹从未使用犹太或其他受害者的尸体制造过肥皂……肥皂流言已在战后得到彻底调查，這件事确实并非真相。”尽管专家权威都放了话，但依旧有很多人深信不疑，约阿希姆·尼安德认为，这群人在无意中给了纳粹大屠杀否认论者轻易揭穿人油肥皂传言的机会，令他们得以进一步质疑整场大屠杀的真实性。
当时犹太人大屠杀笑话的一大基础就是人油肥皂流言：“Moishe，你为什么要用这么香的肥皂？”——“等到他们把我做成肥皂后，我至少闻上去还不错”还有“别吃太多，这样德国人就做不了多少肥皂了！”

#### 但泽解剖研究所
纽伦堡审判期间，曾在但泽解剖研究所担任实验室助理的西格蒙德·马祖尔（Sigmund Mazur）作证说，研究所里曾使用人类尸体脂肪制作过肥皂，还说从40具尸体中收集的70至80公斤脂肪能制成至少25千克肥皂，制成的肥皂都被鲁道夫·施潘纳教授保留了。两名曾在研究所参与辅助工作的英国战俘也给出了证词。
生于俄罗斯的英国作家、记者亚历山大·韦斯在他的著作《战争中的俄罗斯，1941-1945》中声称自己曾于1945年到访过格但斯克，当时这里刚刚被红军攻佔，在城外，他见到了一座用人尸制造肥皂的实验性工厂。据亚历山大·韦斯表示，该工厂由“一个叫鲁道夫·施潘纳的德国教授”运营，那里“景象如同噩梦，大桶里装满了人头，人体躯干被腌渍在某种液体中，有些桶里装满了古怪的东西，就是人油肥皂”。
约阿希姆·尼安德与在国家记忆研究院工作的波兰史学家Monika Tomkiewicz以及前国家记忆研究院职员Piotr Semków彻底调查了鲁道夫·施潘纳关于但泽解剖研究所的说辞，三人一致认同，所有以但泽解剖研究所为中心的犹太大屠杀人油肥皂传言都不是真的，不過波兰作家佐菲亚·纳乌科夫斯卡的作品《獎章》将格但斯克人油肥皂的故事牢牢固定在了波兰人的意识中，该书直到1990年都是波兰的必读书目，在東方集團各国亦广泛流传，至今依旧流行。三位学者都声称这种二手资料在扩散信息方面的成效比学术研究的成效要大得多。
据约阿希姆·尼安德、Tomkiewicz以及Semków三人表示，雖然但泽解剖研究所的确有过由人类尸体制成的“肥皂”，但這不意味著納粹屠殺猶太人後就將他們的尸體製作成肥皂，而且但泽解剖研究所以及鲁道夫·施潘纳博士在那里的工作與大屠杀無關。之所以兩者會被關聯，是因為在研究所厂区中的一座小型砖石建筑物中发现的尸体与被剥离皮肉的骨头，而这些东西实则来自制作解剖标本的过程。这些骨骸被苏联人和刚成立的波兰起诉针对波兰民族的罪行首席委员会当作证明纳粹在集中营制造人油肥皂的证据。这些指控被当成了事实，还被收进了苏联政治宣传的词典，但在被解放的集中营里根本找不到证据。在但泽发现的由被剥离皮肉的骨头制成的“人油肥皂”与其他关于纳粹集中营的流言被一同呈上了纽伦堡审判的法庭上。
Semków表示，国家记忆研究院和格但斯克理工大学分别在2011和2006年进行了分析，确定被呈上法庭的来自但泽的肥皂状油脂样本中确实含有人类脂肪组织，但他和Tomkiewicz的调查结论都是上述油脂是鲁道夫·施潘纳从骨骼上剥离皮肉工作的副产品。鲁道夫·施潘纳是位颇受尊敬的内科医师，曾在1939年被提名诺贝尔生理学/医药学奖，是不会放下教学生的工作转头去做肥皂生产“实验”的，而且肥皂制造技术已经普及，无需再做实验。
有人在调查后也坚称纳粹至少制造过10公斤由人类脂肪制成的肥皂，而其原料就出自施图特霍夫集中营，下结论的依据包括上述在1945年给出的证词以及样本中含有的高嶺石，这表明原物质具备擦洗功能，可能是清洁用的肥皂，但对这一指控的刑事调查没能继续下去，因为找不到能证明Spanner为了给研究所获取尸体而要求别人杀害囚犯的证据。约阿希姆·尼安德指出，西格蒙德·马祖尔（Sigmund Mazur）在证词中提到的肥皂制作配方自相矛盾，无法实现，1945年5月12日的证词称初次熬制产出了75公斤脂肪，制成了8公斤肥皂，5月28日的证词又说两次熬制使用了40具尸体，共产出70-80公斤脂肪，制成了25公斤肥皂，6月7日的证词则说40具尸体经过两次熬制共制成40公斤肥皂。约阿希姆·尼安德甚至直接在首席委员会面前指出了这些前后矛盾之处。学者们也没忘了两名英军战俘的证词，在华盛顿特区新成立的美国大屠杀纪念博物馆则在1990年代编写了一份报告，称两个战俘的证词“自相矛盾、无法證明”，博物馆对但泽肥皂事件持谨慎态度。Tomkiewicz和Semków還表示，鲁道夫·施潘纳以前曾做过将高岭土注射进尸体的研究，意味着肥皂状样本中出现的高岭土有可能来自尸体本身。
Tomkiewicz和Semków写道，1945年9月，当首席委员会副主席佐菲亚·纳夫科夫斯卡开始短篇故事“鲁道夫·施潘纳教授”（<奖章>一书收录了这个故事）的创作时，鲁道夫·施潘纳已经在石勒苏益格-荷尔斯泰因省开始行醫，也没有改名，不知道自己正在被人指控。1947年5月，鲁道夫·施潘纳被捕，但在三天后被释放，之后又遭逮捕，在解释了自己从骨骼上剥离皮肉以及向关节注射的过程之后，他再度获释。鲁道夫·施潘纳后来又在警局重複相同的口供，还补充说但泽解剖研究所制作的肥皂中的人体脂肪含量十分有限。英国占领当局出面干涉后，鲁道夫·施潘纳获释，1948年，佔領當局在執行去纳粹化计划時示意鲁道夫·施潘纳是清白的，鲁道夫·施潘纳之後得以继续科学研究，並于1957年成为科隆解剖研究所所长，还参与了权威资料Werner Spalteholz解剖图解集的编辑工作，最终其于1960年去世。
尼安德的结论是，但泽解剖研究所没有进行过任何关于人油肥皂的研究与试验，西格蒙德·马祖尔（Sigmund Mazur）从未按照他的“配方”制做过肥皂，那些经熬制被制成解剖标本的尸体都是德国人，唯一产生的肥皂则是标本制作時產生的副产品。他还总结说，国家记忆研究院所称的出自人体脂肪的肥皂的用途是實際上是用來清洁实验室，而此时战争已临近结束，研究所负责人鲁道夫·施潘纳应对此负责，但这种处理尸体的方式只能算作不正当行为，而非犯罪行为，更算不上危害人类罪或涉及种族灭绝，目前波兰已正式承认上述结论。关于纳粹大屠杀否认论者利用人油肥皂争议来质疑纳粹种族灭绝的真实性的做法，尼安德表示：
“但泽肥皂案”成為战后誇大纳粹德国罪行的典型案例，是时候把它还原到它原本的样子了。纳粹大屠杀否认论者将失去他们最青睐的给严肃的大屠杀学术研究抹黑的“论据”。而且，将“鲁道夫·施潘纳教授”的形象去妖魔化能逐渐瓦解在波兰人尽皆知的反德刻板印象，为促进互相理解作出贡献。纳粹在波兰以及在波兰境内的犹太人大屠杀期间犯下的罪行已经足够多了。若将一项传闻中的罪行剔除出去，纳粹的罪行清单也不会明显变短，但会变得更为可信。

#### 战后
法国电影导演亞倫·雷奈将大屠杀幸存者关于人油肥皂的证词当作真相，他在自己的纪录片夜与雾中继续指控纳粹制作人油肥皂。战后，部分以色列人也曾将移民以色列的犹太纳粹受害者称作“sabon”，即希伯来语中的“肥皂”一词。其實这个冒犯性称呼与传闻中的纳粹罪行及人油肥皂无关，这个词是用来骂人“软弱”“弱不禁风”的，指其受迫害慘狀。
尽管依旧有人称来自但泽解剖研究所的“人油肥皂”是证据，研究納粹大屠殺的主流学者已经将纳粹在大屠杀中制作人油肥皂的事情定性为有關第二次世界大战的都市傳說 。生于波兰的以色列史学家以色列·古特曼Israel Gutman曾表示“该事件从未大规模发生过”。

#### 其他
BBC曾在战争末期制作过一部关于滅絕營的纪录片，其中就有刻着“RIF”的肥皂的影像，以及类似罪行的证据，如被缩小的犯人头颅以及被剥下来的带纹身的皮肤，这些证据在布痕瓦尔德集中营展出过，该营被盟軍佔領后，魏玛的民众们也曾参观过它们。
以色列境内的一些墓地里有给“被纳粹用犹太受害者做成的肥皂”设立的坟墓。这里面埋葬的也许就是RIF肥皂。2003年，在关于这些坟墓的激烈讨论过后，以色列犹太大屠杀纪念馆公开了Yehuda Bauer耶胡达·巴尔教授的研究结果，即RIF肥皂并非由人体脂肪制成。以色列犹太大屠杀纪念馆附上了一张记录下了气氛悲伤的葬礼以及罗马尼亚人安葬“犹太人”肥皂的场面的照片。
以色列的拿撒勒大屠杀纪念馆的展品中有一小块肥皂，耶路撒冷的锡安山里的“大屠杀地下室”（Holocaust cellar）现场博物馆（live-museum）也在于1958年创办时安葬了一块类似的肥皂。现在那里还展览着一个复制品。
在乌克兰基辅，设立在祖國之母纪念雕像内部的乌克兰二战历史博物馆也陈列着一块肥皂。
1999年电影鬥陣俱樂部的一大主要情节是盗取抽脂手术废料来制作肥皂。
2016年9月，荷兰艺术家Julian Hetzel创作了一个名为“Schuldfabrik”（债务工厂/内疚工厂）的装置艺术作品，该作品由人油肥皂制成，而所用的人体脂肪则是别人捐献的，该作品旨在强调人类的放纵与浪费。Schuld是个有两个互相关联的含义的德语词汇：在道德方面，该词意为“愧疚”“过失”，在经济方面，该词意为“债务”。